# Восточная Якшанга
Восточная Якшанга — река в России, протекают в Поназыревском районе Костромской области. Длина — 14 км. Восточная Якшанга, сливаясь с Якшангой образует Большую Якшангу. В этом месте расположен посёлок Якшанга. Других населённых пунктов по берегам реки нет. Высота устья — 108 м над уровнем моря.
Крупнейший левый приток Восточной Якшанги — река Восточная.

## Данные водного реестра
По данным государственного водного реестра России относится к Верхневолжскому бассейновому округу, водохозяйственный участок реки — Ветлуга от истока до города Ветлуга, речной подбассейн реки — Волга от впадения Оки до Куйбышевского водохранилища (без бассейна Суры). Речной бассейн реки — (Верхняя) Волга до Куйбышевского водохранилища (без бассейна Оки).
Код объекта в государственном водном реестре — 08010400112110000041929.